# Пінон аметистовий

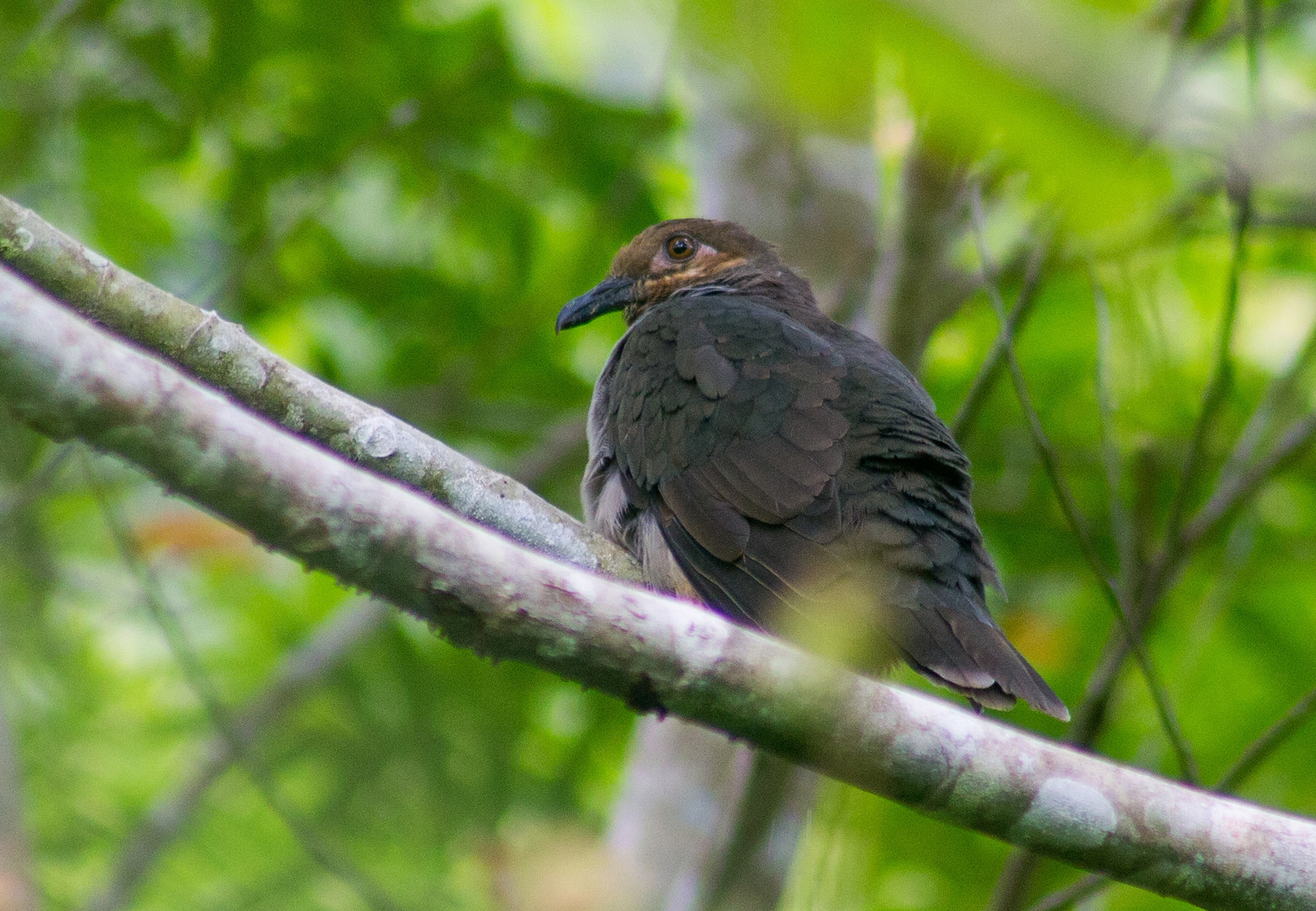
Аметистовий пінон (підвид P. a. maculipectus)

Пі́нон аметистовий (Phapitreron amethystinus) — вид голубоподібних птахів родини голубових (Columbidae). Ендемік Філіппін.

## Опис
Довжина птаха становить 27 см. Забарвлення переважно буре, тім'я темно-сіре. Потилиця і верхня частина спини мають фіолетово-пурпуровий металевий відблиск. Під очима і далі до дзьоба ідуть вузькі смуги, зверху чорні, знизу білі. Забарвлення нижньої частини тіла різниться в залежності від підвиду, зазвичай темно-сіро-коричневе, горло дещо світліше. На грудях темний, лускоподібний візерунок, гузка охриста. Навколо очей плями голої рожевої шкіри. Дзьоб міцний, відносно довгий.

## Підвиди
Виділяють чотири підвиди:
- P. a. amethystinus Bonaparte, 1855 — північ, схід і південний схід Філіппінського архіпелагу;
- P. a. imeldae De la Paz, 1976 — острів Маріндук;
- P. a. maculipectus (Bourns & Worcester, 1894) — острови Панай і Негрос;
- P. a. frontalis (Bourns & Worcester, 1894) — острів Себу. Імовірно вимерлий, не спостерігався з 1892 року.

Деякі дослідники виділяють підвиди P. a. maculipectus і P. a. frontalis у окремі види Phapitreron maculipectus і Phapitreron frontalis.

## Поширення і екологія
Аметистові пінони живуть в густих вологих гірських і рівнинних тропічних лісах. Зустрічаються на висоті від 1000 до 2500 м над рівнем моря. Сезон розмноження триває з лютого по червень.